# Spitse vlekplaat
De spitse vlekplaat (Panaeolus acuminatus, synoniem: Panaeolus rickenii) is een schimmel die behoort tot de familie Galeropsidaceae. Dit is een kleine bruine paddenstoel die groeit op gras en mest en zwarte sporen heeft. 

## Kenmerken

### Uiterlijke kenmerken
Hoed
De hoed heeft een diameter tot 4 cm. De hoed is hygrofaan, conisch tot klokvormig tot vlak, meestal met een umbo. De hoed is meestal hoger dan breed.
Lamellen
De lamellen zijn donker paarsachtig zwart, druk, met verschillende lagen tussenliggende lamellen.
Steel
De steel is 8 tot 12 cm lang en slank (1 tot 2 mm dik). De steel is roodbruin en wat donkerder naar de voet toe. Het is geheel berijpt, maar deze berijping kan door bepoteling verdwijnen.
Sporenprint
De sporenprint is zwart.

### Microscopische kenmerken
De sporen zijn glad, zwart, met een kiempore en citroenvormig en meten (11) 13 - 15 (17) × 9 - 11 (12) × (6,5) 7 - 8 (9) µm. In 
KOH kleuren ze donkerroodbruin. Cheilocystidia zijn fusoïd-ventricose tot onregelmatig cilindrisch en meten 24,5–33,1 × 7–8 µm. Pileocystidia zijn aanwezig en meten 10,5–35,5 × 5,5–8,5 µm. Caulocystidia zijn hyaliene en meten 18,5–39 × 3,5–12 µm. De basidia zijn 1-2-4 sporig.

## Ecologie
Hij komt ook voor op uitwerpselen van grote grazers maar minder vaak dan de meeste andere Panaeolus-soorten. Hij komt voor in velden, weiden en bermen, soms ook in bossen. Hij voorkeur voor vochtige tot droge, matig voedselrijke graslanden en is vaak aanwezig in verschraalde gebieden. Vruchtvorming duurt van mei tot oktober, vruchtlichamen ontkiemen meestal individueel.

## Verspreiding
De spitse vlekplaat komt voor in heel Noord-Amerika, Zuid-Amerika, Azië, Europa, Afrika en Australië en is zeer wijdverbreid. In Nederland komt hij zeer algemeen voor. Hij staat niet op de rode lijst en is niet bedreigd.

## Foto's

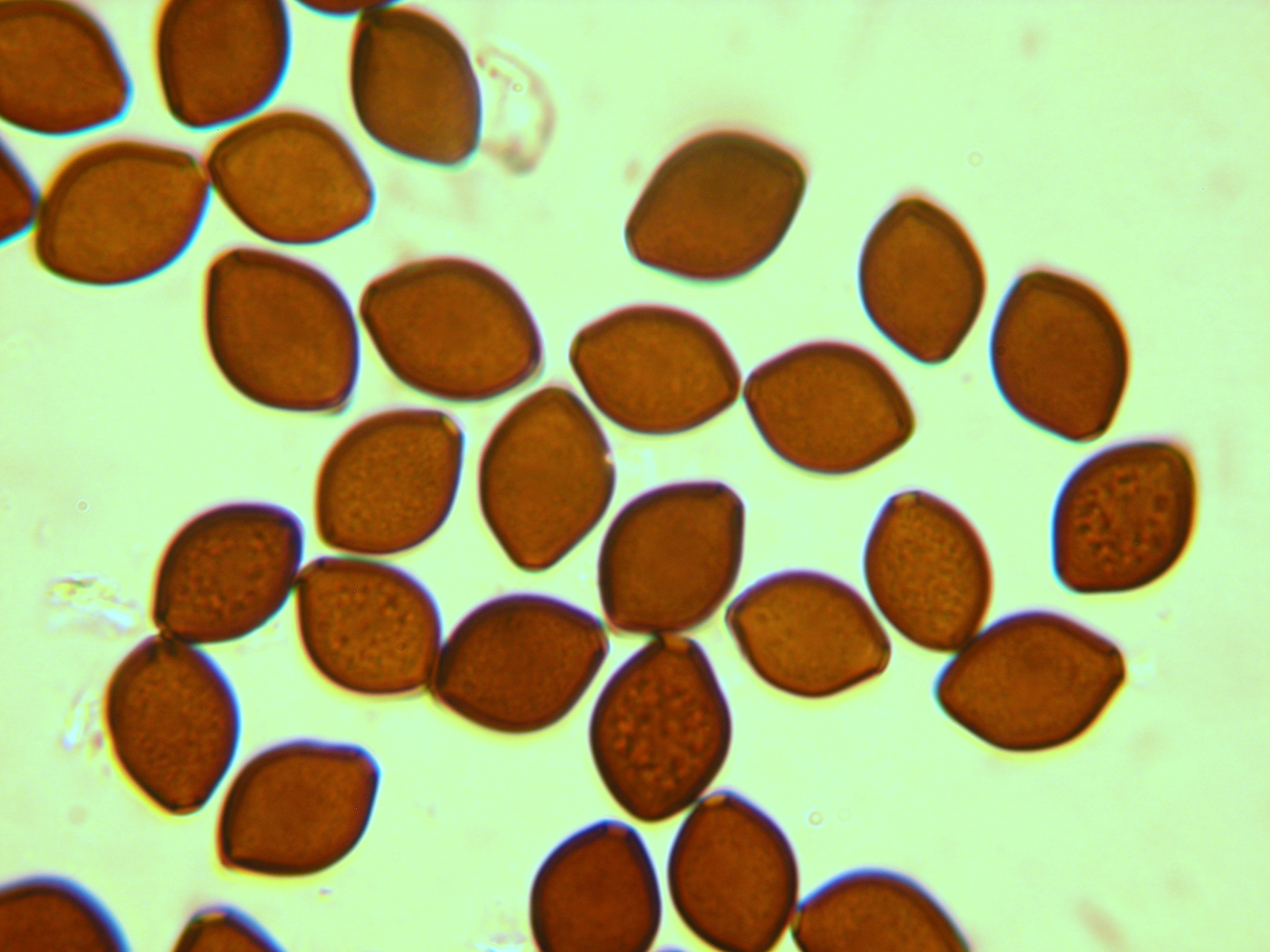
Foto's